# Dirección General para América del Norte, Europa Oriental, Asia y Pacífico
La Dirección General para América del Norte, Europa Oriental, Asia y Pacífico de España es el órgano directivo del Ministerio de Asuntos Exteriores, Unión Europea y Cooperación, adscrito a la Secretaría de Estado de Asuntos Exteriores, que históricamente ha asumido las funciones sobre la política exterior en Norteamérica (entendiendo esta como Estados Unidos y Canadá) y que actualmente también tiene competencias sobre la política exterior del Gobierno en Europa del Este y el continente asiático así como los países del Océano Pacífico.
Asimismo, asume directamente el impulso a las Fundaciones Consejo España-Estados Unidos, España-China, España-Japón, España-India y España-Australia.

## Historia
Los orígenes de esta dirección general se remontan a 1964. En este año, debido a las intensas relaciones diplomáticas entre España y los Estados Unidos de América, se crea un órgano directivo para coordinar dichas relaciones. Dos años más tarde, el ministro Fernando María Castiella decide ampliar las competencias de este órgano incluyendo en su ámbito de aplicación todo Norteamérica, Medio y Extremo Oriente.
En 1968 las competencias sobre Oriente Próximo son compartidas con la Dirección General para África y se vuelven a ampliar las competencias de la dirección hasta el punto que abarca la totalidad del continente americano, estando estructurada la dirección general por órganos destinados a áreas geográficas concretas como una para Norteamérica y Asuntos Atlánticos, otra para Filipinas, Medio y Extremo Oriente, otra para Sudamérica y otra para Centroamérica y el Caribe.
En febrero de 1970 el órgano fue degradado a subdirección general e integrado en la Dirección General de Política Exterior, situación que dura hasta 1973 cuando se vuelve a elevar a dirección general. En 1976 se reorganizan sus competencias manteniendo las competencias sobre Estados Unidos y Canadá y asumiendo la política sobre los países del Océano Pacífico y las Islas Filipinas y perdiendo las de Oriente que vuelven a la Dirección General de Política Exterior para África y Asia Continental.
Se mantuvo con esa estructura durante casi una década hasta que en 1985, si bien mantiene las competencias que le fueron asignadas en 1976, estas se extienden también a Asia continental, principalmente China e India.
Tras otra década estable, la estructura vuelve a modificarse en 1996, cuando se fusionó con la Dirección General de Política Exterior para Europa y las competencias de la nueva dirección general abarcaban Europa Occidental, Europa Oriental, Europa Central, Europa Meridional y América del Norte, traspasando las competencias sobre Asia a la DGA. Esta situación apenas dura dos años puesto que en 1998 se vuelven a separar y se crea la dirección general asume parte de las competencias de la Dirección General para las Naciones Unidas, la Seguridad y el Desarme sobre seguridad internacional y desarme nuclear.
El 27 de diciembre de 2002 otra reforma competencia separa las competencias adquiridas en 1998 y le añade competencias sobre Asia Continental, Pacífico, Sureste Asiático y Filipinas. Apenas dos años después, el órgano vuelve a las competencias que tuvo entre 1996 y 1998, al fusionarse de nuevo con la Dirección General de Política Exterior para Europa.
En 2008 se transforma en la Dirección General de Política Exterior para Europa No Comunitaria y América del Norte, asumiendo las competencias propias sobre Norteamérica, la Europa Occidental y, en definitiva, todos aquellos países no pertenecientes a la Unión Europea. Asimismo, también asumía competencias sobre el contencioso de Gibraltar, la Organización de Seguridad y Cooperación en Europa y el Consejo de Europa.
La reforma del verano de 2010 recuperó la estructura competencial de los periodos 1985-1996 y 2002-2004, y manteniendo esta estructura hasta 2018 cuando se modifican sus competencias añadiendo las competencias en la política exterior sobre la Europa Oriental o Europa del Este.

### Denominaciones
- Dirección General de Relaciones con los Estados Unidos de América (1964-1966)
- Dirección General de Asuntos de Norteamérica, Medio y Extremo Oriente (1966-1968)
- Dirección General de Asuntos de América y Extremo Oriente (1968-1970)
- Subdirección General de Asuntos de América del Norte y Extremo Oriente (1970-1973)
- Dirección General de América del Norte y Extremo Oriente (1973-1976)
- Dirección General de Política Exterior para América del Norte y Pacífico (1976-1985)
- Dirección General de Política Exterior para América del Norte y Asia (1985-1996)
- Dirección General de Política Exterior para Europa y América del Norte (1996-1998; 2004-2008)
- Dirección General de Seguridad y Desarme y de Política Exterior para América del Norte (1998-2000)
- Dirección General de Política Exterior para América del Norte y para la Seguridad y el Desarme (2000-2002)
- Dirección General de Política Exterior para Asia, Pacífico y América del Norte (2002-2004)
- Dirección General de Política Exterior para Europa No Comunitaria y América del Norte (2008-2010)
- Dirección General para América del Norte, Asia y Pacífico (2010-2018)
- Dirección General para América del Norte, Europa Oriental, Asia y Pacífico (2018-presente)

## Estructura y funciones
Esta es la actual estructura de la dirección general, a través de la cual ejerce sus funciones:
- La Subdirección General de América del Norte y Asuntos Polares, que asume la propuesta y ejecución de la política exterior de España en Estados Unidos y Canadá; el impulso de las relaciones bilaterales con los países que engloba y el seguimiento de las iniciativas y foros multilaterales de esta área geográfica. Asimismo, ejerce la Vicepresidencia del Comité Permanente Hispano-Norteamericano; coordina la ejecución y el seguimiento del Convenio de Cooperación para la Defensa entre el Reino de España y los Estados Unidos de América; y elabora y pone en marcha el Plan de Acción hacia la Comunidad Hispana en EE. UU.
- La Subdirección General de Europa Oriental y Asia Central, que se encarga de la propuesta y ejecución de la política exterior de España en Europa del Este y Asia Central; del impulso de las relaciones bilaterales con los países que engloba y el seguimiento de las iniciativas y foros multilaterales de esta área geográfica.
- La Subdirección General de Asia Meridional, órgano competente para la propuesta y ejecución de la política exterior de España en Asia del Sur; del impulso de las relaciones bilaterales con los países que engloba y el seguimiento de las iniciativas y foros multilaterales de esta área geográfica.
- La Subdirección General de Asia Oriental, órgano competente para la propuesta y ejecución de la política exterior de España en Asia Oriental; del impulso de las relaciones bilaterales con los países que engloba y el seguimiento de las iniciativas y foros multilaterales de esta área geográfica.
- La Subdirección General de Sudeste Asiático, Pacífico y Filipinas, responsable de la propuesta y ejecución de la política exterior de España en las Islas Filipinas y el Sudeste Asiático y las zonas de Insulindia e Oceanía; del impulso de las relaciones bilaterales con los países que engloba y el seguimiento de las iniciativas y foros multilaterales de esta área geográfica. Asimismo, se encarga del seguimiento de los asuntos de la Asociación de Naciones del Sudeste Asiático y otros foros regionales en Asia-Pacífico, y de las Cumbres Asia-Europa.

## Directores generales
- Ángel Sagaz Zubelzu (1964-1966)
- Nuño Aguirre de Cárcer (1966-1970)
- Luis Guillermo Perinat y Elío (1973-1976)
- Juan Durán-Lóriga Rodrigáñez (1976-1979)
- Jorge del Pino y Moreno (1979-1983)
- José Manuel Allendesalazar Valdés (1983-1985)
- Máximo Cajal López (enero-agosto de 1985)
- Eudaldo Mirapeix y Martínez (1985-1990)
- José Rodríguez-Spiteri (1990-1994)
- Leopoldo Stampa Piñeiro (1994-1996)
- José Rodríguez-Spiteri (1996-1998)
- Manuel de la Cámara Hermoso (1998-2000)
- Miguel Aguirre de Cárcer García del Arenal (2000-2002)
- Gerardo Ángel Bugallo Ottone (2002-2004)
- José María Pons Irazazábal (2004-2008)
- Luis Felipe Fernández de la Peña (2008-2011)
- Francisco Elías de Tejada Lozano (2011-2012)
- Ernesto de Zulueta Habsburgo-Lorena (2012-2015)
- Fidel Sendagorta Gómez del Campillo (2015-2018)
- Ana María Salomón Pérez (2018-2021)
- Javier Salido Ortiz (2021-2024)
- Carlos Moreno Blanco (2024-2025)[13]
- Luis Fonseca Sánchez (2025-presente)[14]